# Amerotyphlops paucisquamus
Amerotyphlops paucisquamus är en ormart som beskrevs av Dixon och Hendricks 1979. Amerotyphlops paucisquamus ingår i släktet Amerotyphlops och familjen maskormar. Inga underarter finns listade i Catalogue of Life.
Denna orm förekommer i nordöstra Brasilien i delstaterna Alagoas, Pernambuco, Paraíba, Maranhão och Rio Grande do Norte. Arten lever i Atlantskogen. Den besöker även jordbruksmark, betesmarker och trädgårdar. Honor lägger ägg.
Skogsröjningar hotar beståndet. Populationen minskar men arten listas av IUCN fortfarande som livskraftig (LC).